# پروتئین سویا

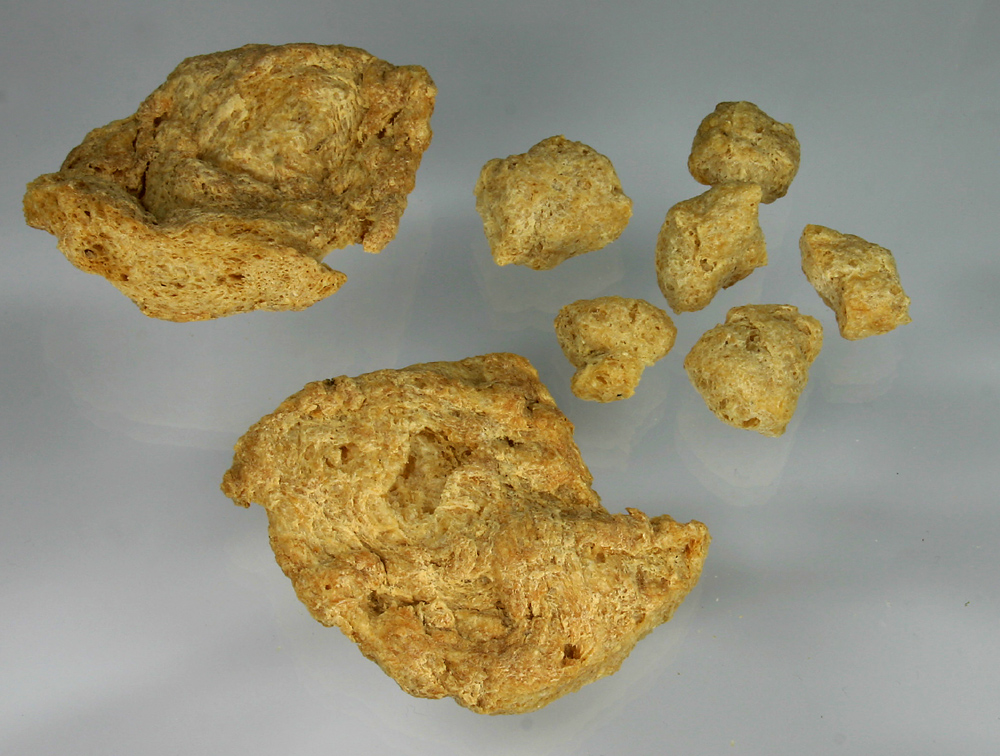
تصویر پروتئین سویا

پروتئین سویا پروتئینی است که از سویا جدا می‌شود. این ماده از کنجاله سویا تهیه می‌شود که پوست آن کنده و چربی آن گرفته شده‌است. لوبیای سویای به سه گونه محصول تجاری با پروتئین بالا تبدیل می‌شود: آرد سویا، کنسانتره و خالص‌شده. پروتئین سویا خالص از سال ۱۹۵۹ به دلیل ویژگی‌های کارکردی در غذاها استفاده می‌شود.